# August-Exter-Straße 36

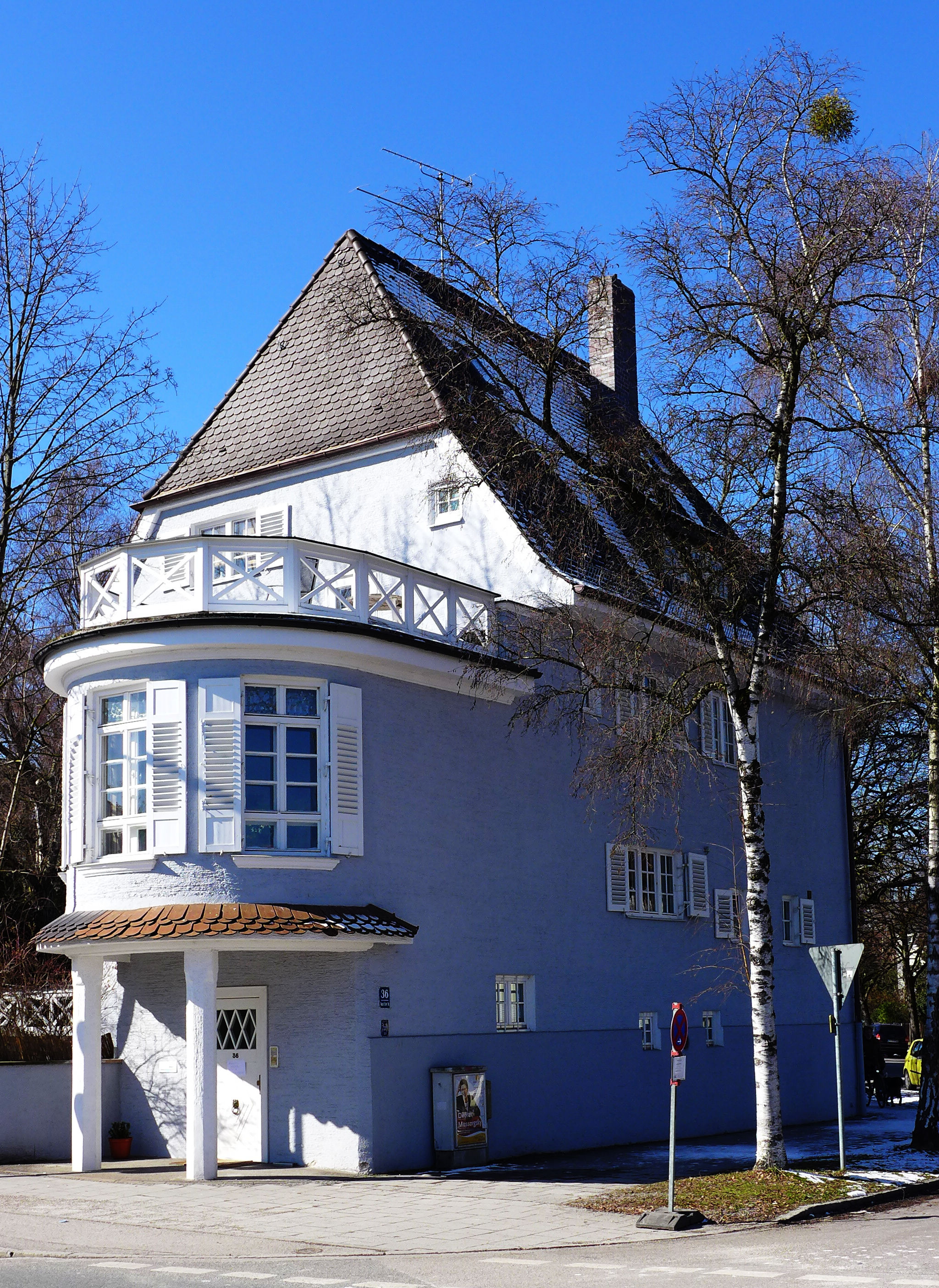
Haus August-Exter-Straße 36 im Stadtteil Pasing von München

Das Gebäude August-Exter-Straße 36 im Stadtteil Pasing der bayerischen Landeshauptstadt München wurde 1910 errichtet und 1923 verändert. Die Villa in der August-Exter-Straße, die zur Villenkolonie Pasing I gehört, ist ein geschütztes Baudenkmal.
Das historisierende Bau wurde von Bernhard Borst errichtet. Die Villa ist ein einfacher, gesockelter Halbwalmdachbau mit Erker. An der Giebelseite zur Offenbachstraße ist ein Gartenhaus mit abgerundetem Abschluss und durchgehendem Fensterband angefügt. Im Jahr 1923 wurde das Gartenhaus zur Eingangshalle umgestaltet und aufgestockt.